# Liang Wudong
Liang Wudong (chinois : 梁武东 ; pinyin : Liáng Wǔdōng ; né en mars 1959 et mort le 25 janvier 2020) est un médecin de l'hôpital Xinhua de Hubei, le premier médecin à mourir de la pandémie de Covid-19 en raison d'une infection nosocomiale,,. 

## Parcours
Liang est le directeur du département d'oto-rhino-laryngologie de l'hôpital de médecine traditionnelle chinoise et occidentale intégré de la province du Hubei (hôpital Xinhua). Il avait des antécédents d'arythmie et de fibrillation auriculaire persistante. Le 16 janvier 2020, Liang ne se sentait pas bien et avait une forte fièvre et des frissons. Il s'est rendu à l'hôpital de médecine traditionnelle chinoise et occidentale intégrée du Hubei pour un traitement et a constaté que la tomodensitométrie montrait que les poumons étaient blancs et qu'il y avait des symptômes évidents d'infections pulmonaires. Après avoir reçu un diagnostic positif au coronavirus, il est admis dans un service d'isolement pour un traitement hospitalier et transféré à l'hôpital Wuhan Jinyintan le 18 janvier 2020 pour poursuivre le traitement. À 7 heures du matin le 25 janvier 2020, Liang meurt à l'âge de 60 ans. Le 3 février, le Renxi Angel Fund du groupe Shanxi Zhendong fait un don de 100 000 yuans à la famille de Liang Wudong et de 2 000 yuans pour ses frais de subsistance. 